# Герен (Німеччина)
Герен (нім. Gehren) — громада в Німеччині, розташована в землі Тюрингія. Входить до складу району Ільм. Складова частина об'єднання громад Лангер-Берг.
Площа — 43,85 км2. Населення становить Невірний параметр metadata 16 070 018 ос. (станом на 31 грудня 2021).

## Галерея

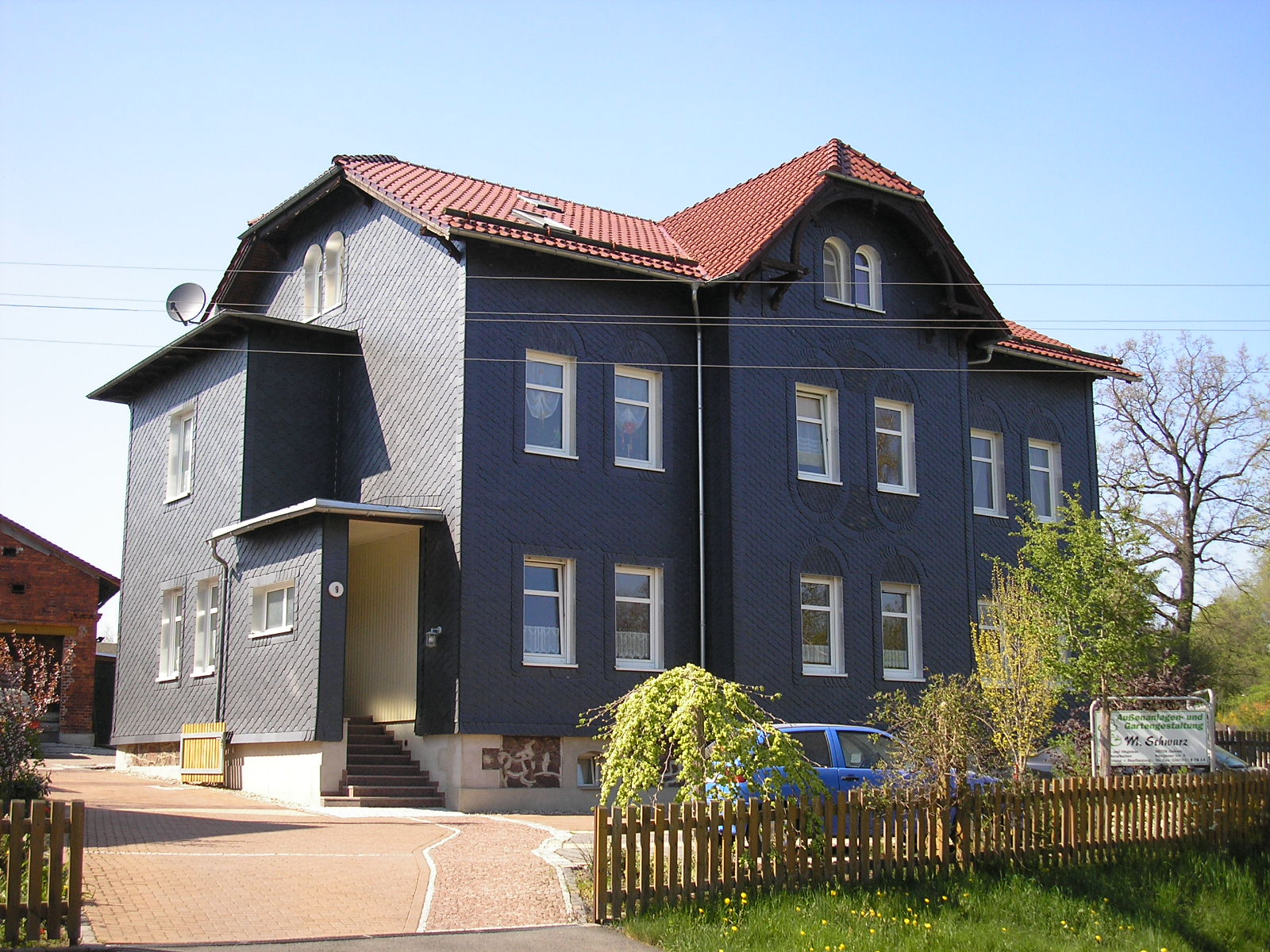
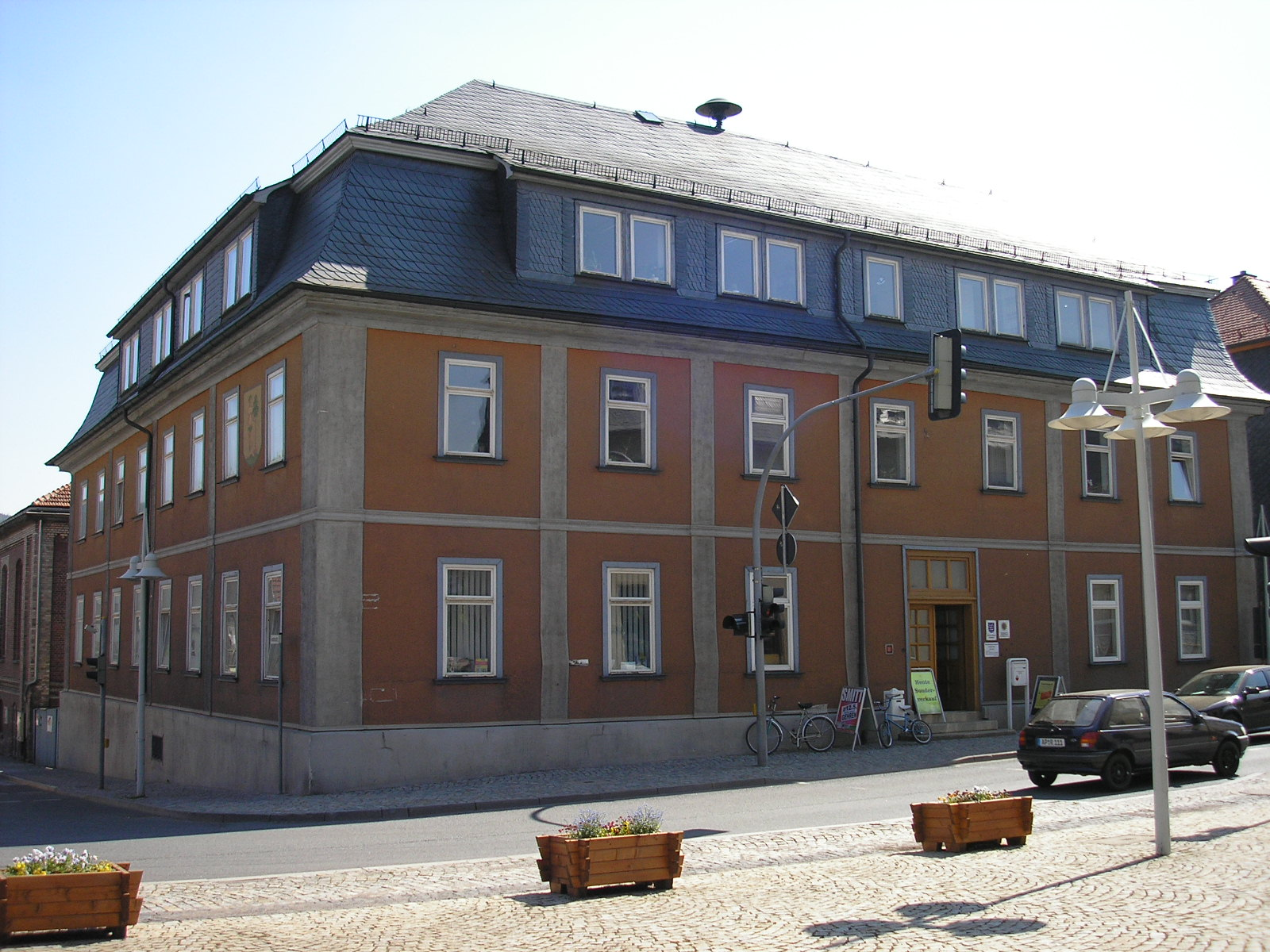
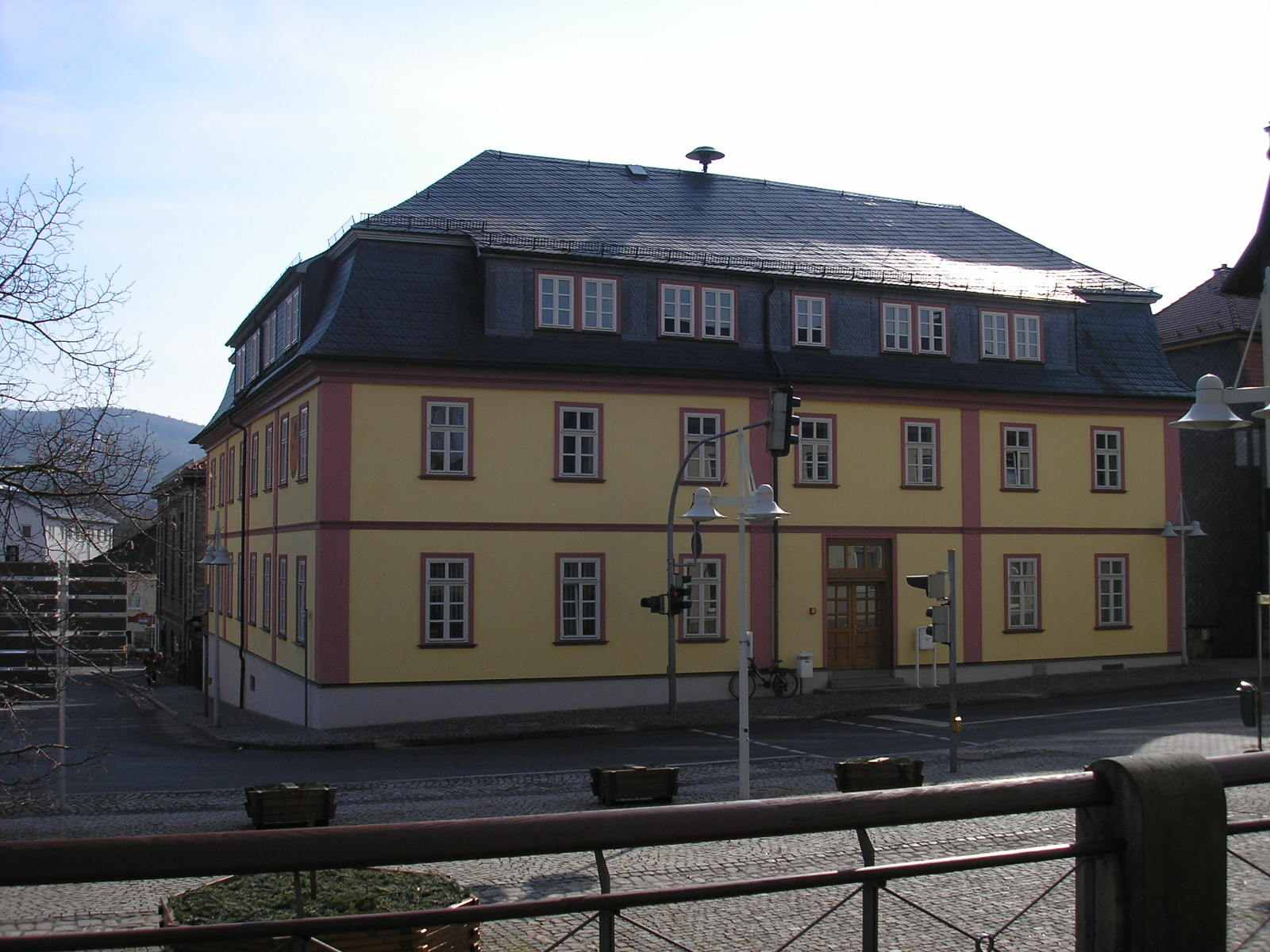
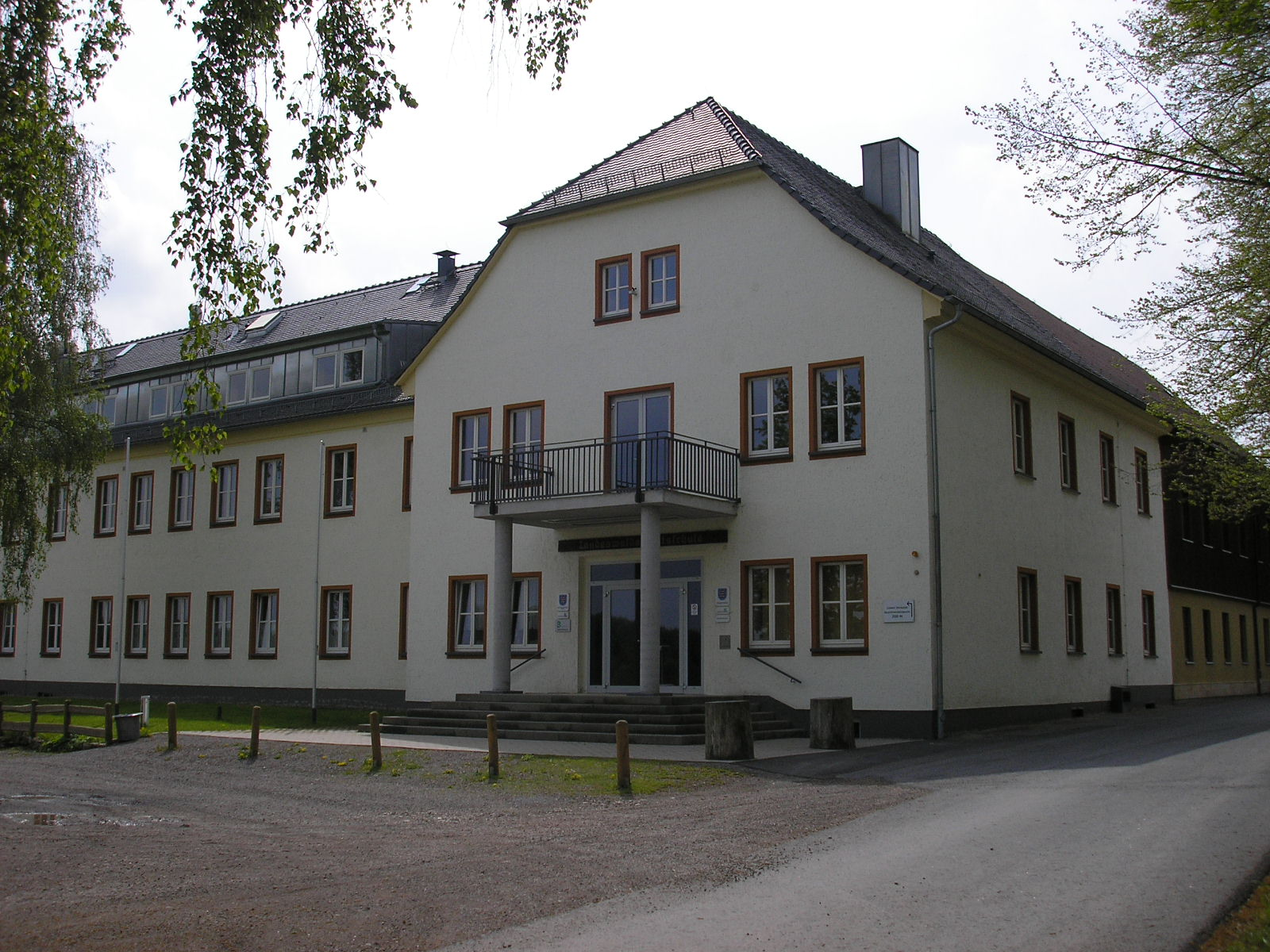